# CFZ
CFZ（Centro de Futebol Zico Sociedade Esportiva）は、ブラジルのサッカークラブチーム。日本ではジーコサッカーセンターと訳されることもある。

## CFZ・ド・リオ
リオデジャネイロ州を本拠地としたCFZ・ド・リオ（CFZ do Rio 通称CFZ-RJ）はカンピオナート・カリオカ1部参加を目標に1996年7月12日に設立された。日本でより有名なCFZはこちらのクラブ。かつては鹿島アントラーズの若手選手がレンタル移籍でたびたび武者修行に出されていた。

## CFZ・ド・ブラジリア
ブラジリアを本拠地とするCFZ・デ・ブラジリア（CFZ de Brasília　通称CFZ-DF。DFはブラジリア連邦直轄区の略）は1999年8月1日に設立された。

## 歴代監督
ジーコ　2000-2002

## 歴代所属選手

### CFZ・ド・リオ
- アルシンド 2000
- リカルド -1998
- ビスマルク 2002
- アルトゥール・アントゥネス・コインブラ・ジュニオール 1998、2000-2001、2003
- ブルーノ・カブレリーゾ -2003
- ロドリゴ
- ドグラス
- イゴール
- ジェフェルソン 2008-
- 鈴木隆行 1997 Mar～Sep、1999 Feb～Sep
- 阿部敏之 1997
- 池内友彦 1998
- 野沢拓也 1999
- 平瀬智行 1998

### CFZ・ド・ブラジリア
- シュウェンク 2002